# Cnidus conspersa
Cnidus conspersa är en insektsart som beskrevs av Synave 1965. Cnidus conspersa ingår i släktet Cnidus och familjen vedstritar.
Artens utbredningsområde är Elfenbenskusten. Inga underarter finns listade i Catalogue of Life.